# Береза
Береза (Bétula) — рід листопадних дерев та кущів родини березові (Betulaceae) . В Україні поширені види переважно з гладенькою білою корою, при основі стовбура кора чорно-сіра, глибокотріщинувата. Проте у світовій флорі більшість видів беріз мають темне забарвлення кори. Квітки одностатеві, рослина однодомна. Загальна кількість видів — близько 60 по всій Північній півкулі від тропіків до тундри.

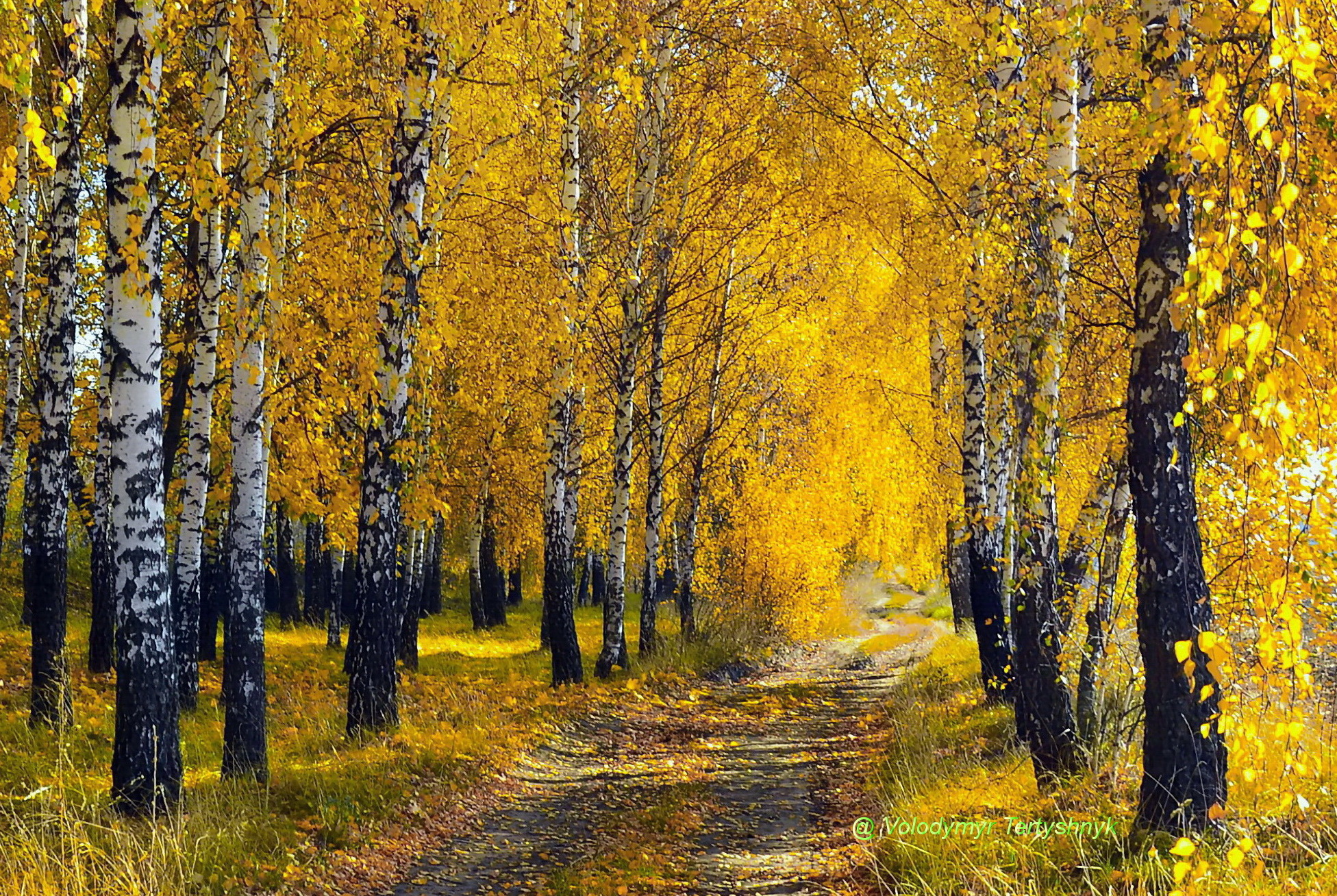
Береза (Bétula) — гай в с. Капустинці на Сумщині

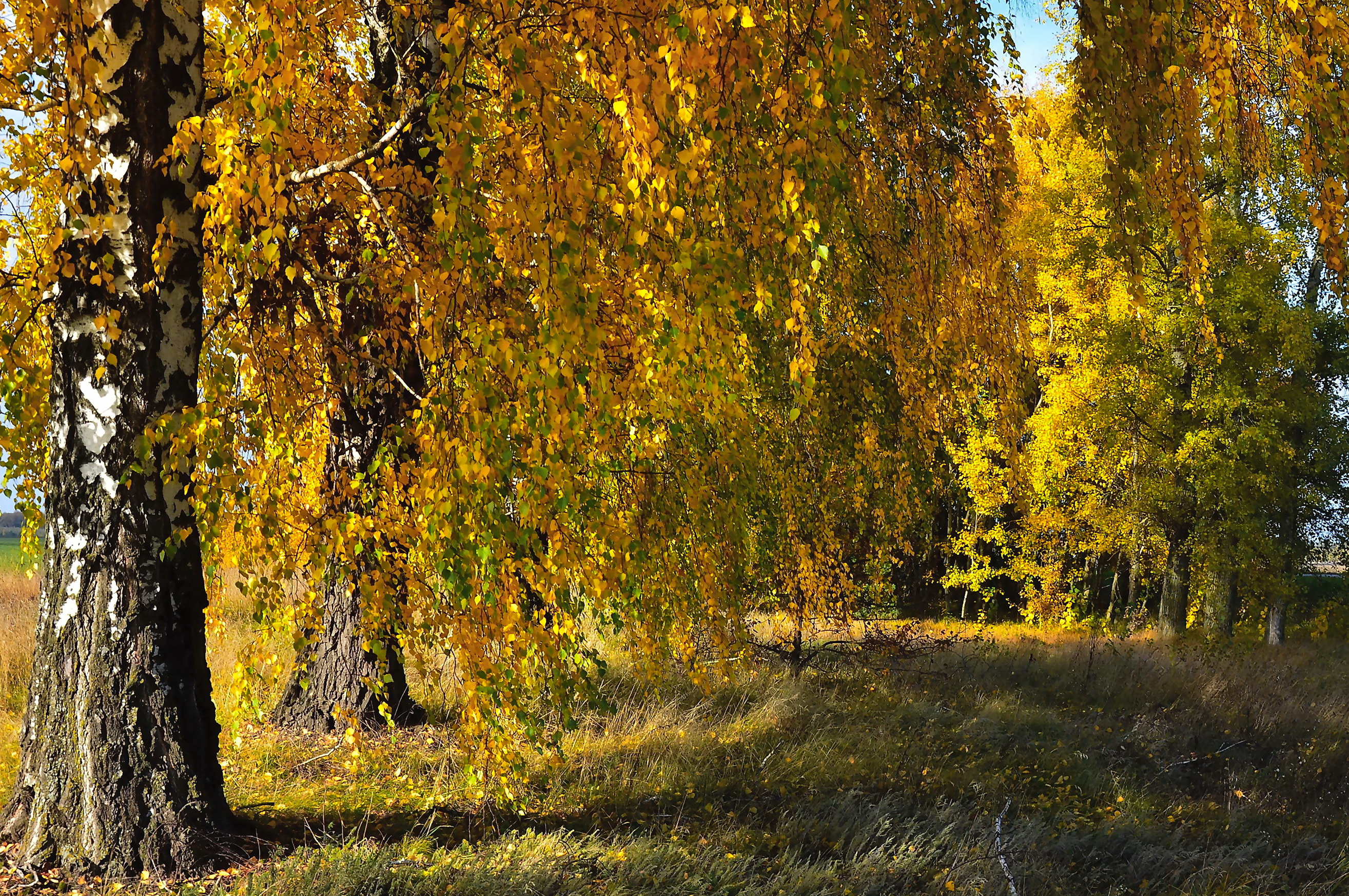
Береза (Bétula) - гай поблизу Котельви

Дерева до 30 (45) м заввишки і кущі (Betula humilis, Betula nana). Граничний вік більшості видів беріз не перевищує 100—120 років, у берези жовтої — 150 років, окремі дерева досягають 300 років. Більшість беріз морозостійкі, за винятком гімалайсько-китайських, деяких японських і американської чорної берези, більш вимогливих до тепла. 

## Назва
Українське слово береза походить від прасл. *berza, яке виникло з пра-і.є. *bherg’os (звідки також лит. berzas, латис. bērzs, ос. barz, д.-інд. bhurjah), від кореня *bhereg «світитися, біліти». Від цього ж кореня походять: давн-англ. beorc, англ. birch, нім. Birke, нід. berk, норв. bjørk, швед. björk. Споріднене зі словами берест (лат. Ulmus), берест (кора берези).
У слов'янських мовах: біл. бяро́за, рос. берёза, болг. бре́за, сербохорв. бре̏за, словен. brė́za, чеськ. bříza, пол. brzoza, в.-луж. brěza, н.-луж. brjaza. Повнішу інформацію про назви роду іншими мовами дивіться на сторінці Betula проєкту Віківиди.
Гетеротипні синоніми:
- Betulaster Spach
- Apterocaryon Opiz
- Chamaebetula Opiz

## Види
Рослини цього роду відрізняються високим плеоморфізмом; різні автори по-різному розглядають ранг деяких таксонів, що належать до роду. Зазвичай кількість видів оцінюється приблизно в сто або дещо більше ста.
В Україні відомі кілька видів беріз. Найпоширенішим видом є береза повисла. Часто трапляється береза пухнаста, яка росте на болотистих місцях. Інші види менш поширені: береза дніпровська, береза низька, береза Клокова. 
Береза повисла є варіабельним таксоном, у ній виділяють багато форм і різновидностей, серед інших в Україні ростуть береза карельська (на Поліссі, а також культивується) і береза дрібнолускова.  У берези повислої є форма з темною корою - Betula pendula f. obscura, темнокора форма є і в берези пухнастої - Betula pubescens f. sibakademica, раніше ці форми розглядали як самостійний вид береза темна. Також, для території України наводилися береза Литвинова і береза ойцовська.

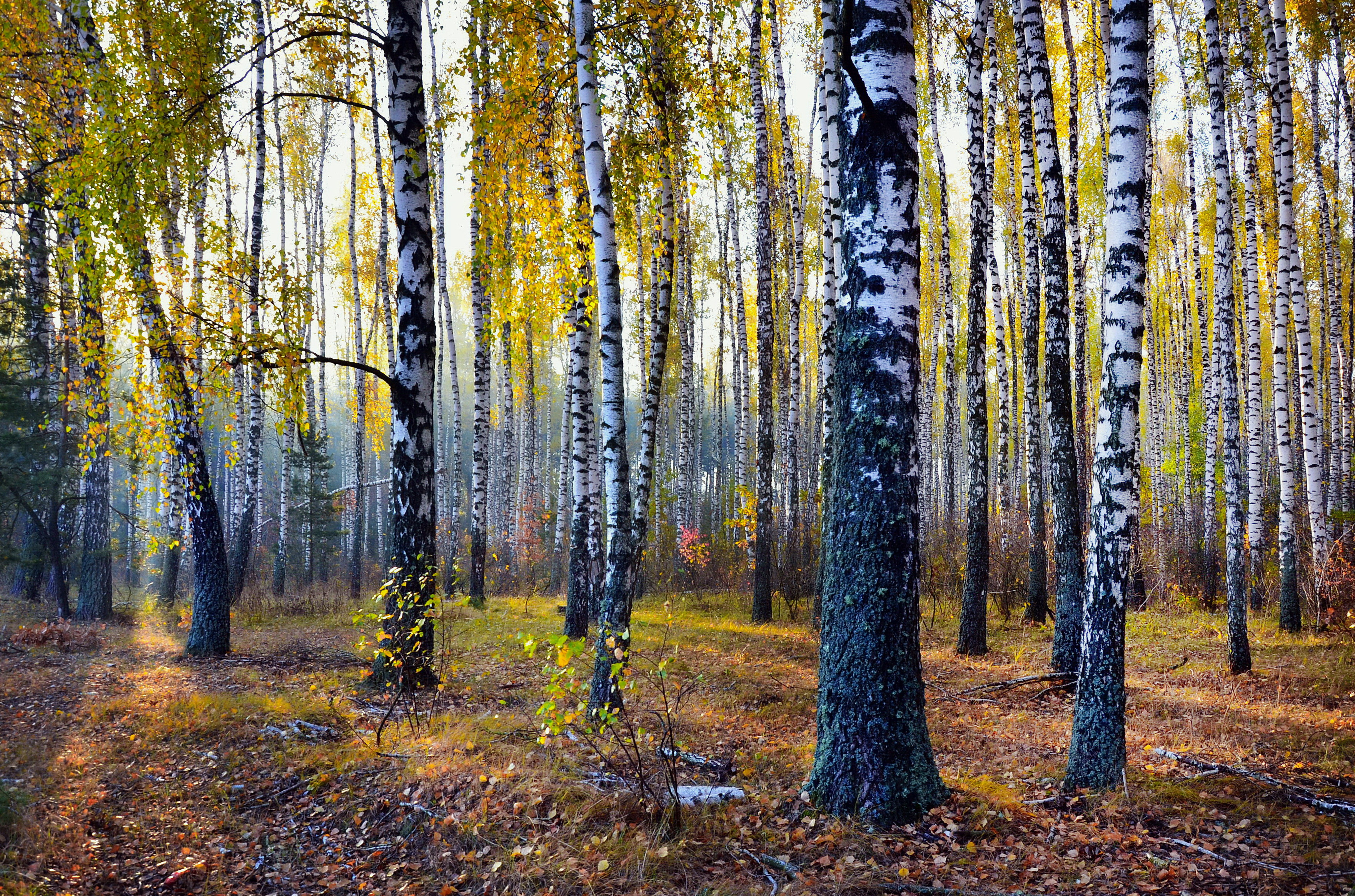
Береза (Bétula) — листопад біля м. Лебедина

Згідно з даними сайту Королівських ботанічних садів в К'ю рід налічує 113 видів і гібридів, найбільш відомі з них:
- Betula lenta. Вид з Північної Америки з блискучою червонувато-коричневою або майже чорною корою.
- Береза карликова (Betula nana). Кущ висотою зазвичай не більше 1 м з дрібними округлим листям; росте в Європі на болотах та заболочених місцях.
- Береза низька (Betula humilis). Кущ висотою до 2 м з еліптичними листям; росте в Європі на берегах водойм, на болотах. Цей вид занесено до Червоної книги України.
- Береза повисла, або береза бородавчаста, або береза поникла (Betula pendula). Вид, поширений в Європі та Сибіру; зустрічається також у північній Африці. Кора від білосніжно-білої до сірувато-білої. Висота зазвичай 10-15 м, іноді до 30 м. Молоді пагони голі, бородавчасті (на відміну від Берези пухнастої, у якої молоді пагони опушені і без бородавок).
- Береза корисна (Betula utilis). Вид з Гімалаїв висотою до 18 м зі світлою гладкою корою.
- Береза пухнаста (Betula pubescens). У Європі нерідко росте поряд з березою повислою. Вище описано як розрізняти ці види. Є номенклатурним типом.
- Береза чорна (Betula nigra). Вид зі східної частини Північної Америки. У молодих дерев кора біла і гладка, у старіших — темна, зморшкувата. Імовірно, предковий вид.[9]
- Береза Ермана або Береза кам'яна (Betula ermanii). Зустрічається на Камчатці, Сахаліні, по берегах Охотського моря. Названа кам'яною за надзвичайно тверду, щільну і важку деревину, яка тоне у воді.
- Береза (Bétula)   ранньою весноюБереза (Bétula)  - гай на березі р. Псел біля  с. МежиричБереза Клокова (Betula klokovii Zaverucha). Поширена в Кременецьких горах. Росте на вапнякових скелях, вапняково-піщаних ґрунтах. Локальні популяції нечисленні, зменшуються[10].

Всі види:
Betula subg. Aspera
1. Betula bomiensis P.C.Li

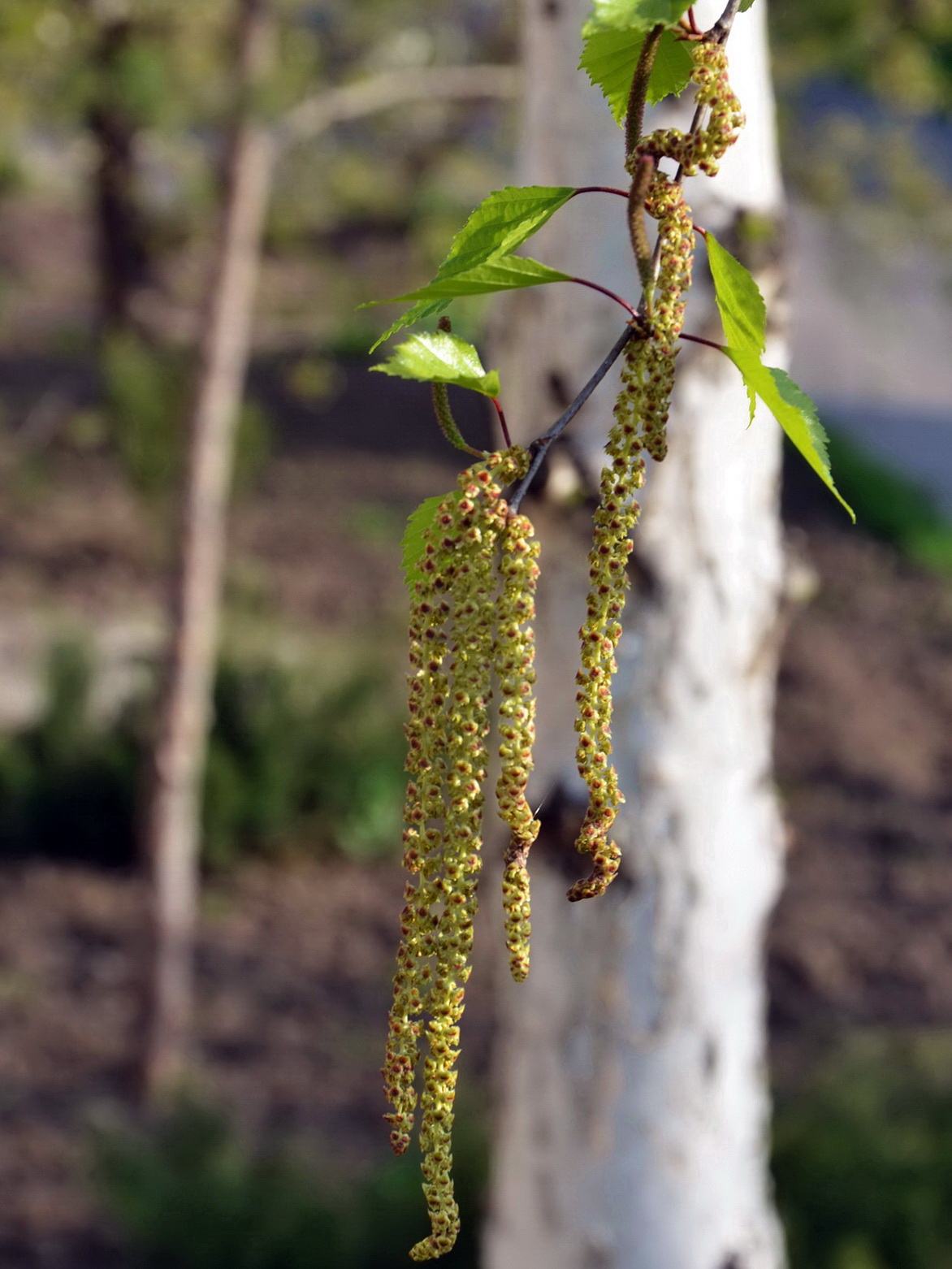
Береза (Bétula) ранньою весною

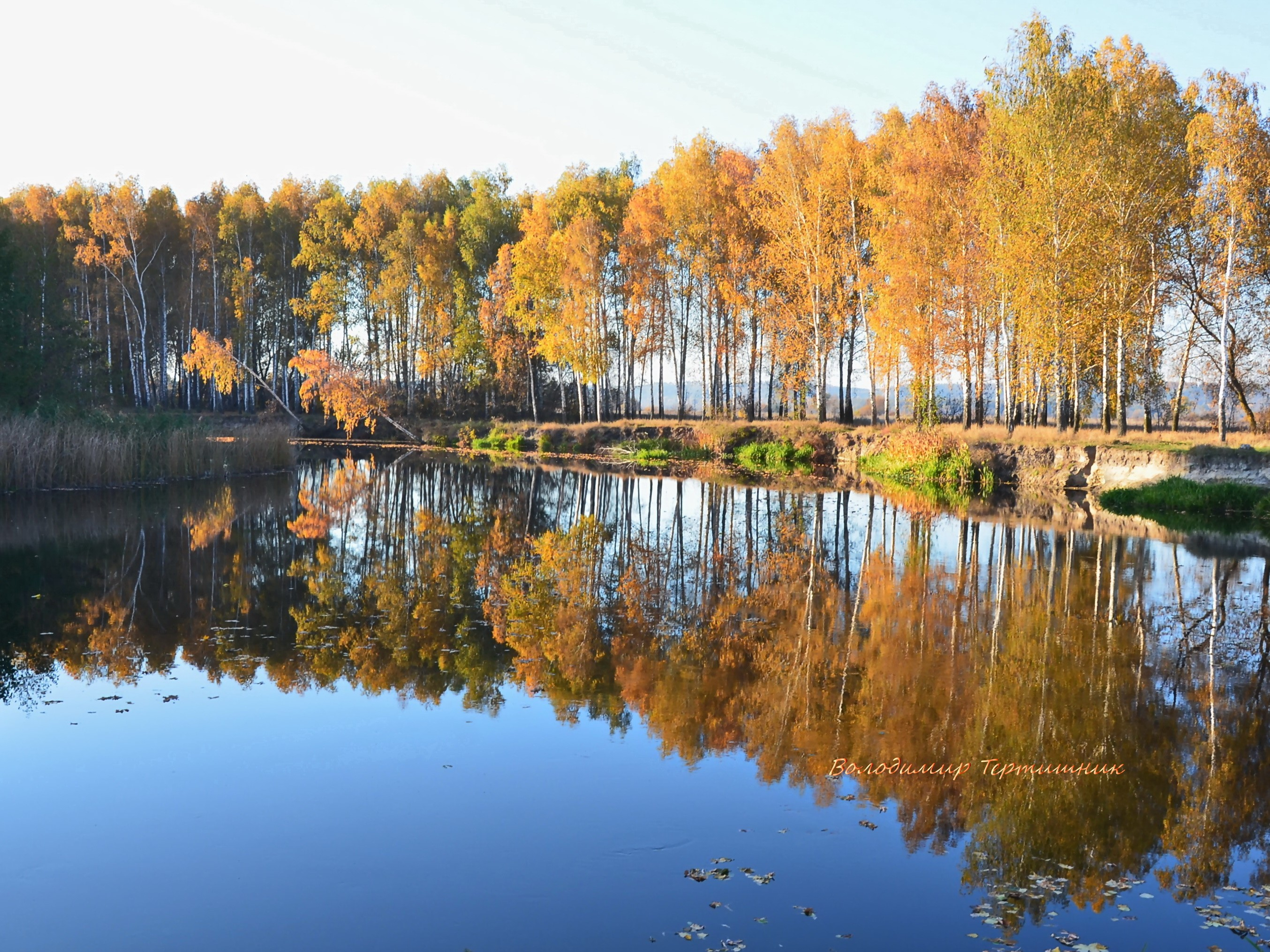
Береза (Bétula) - гай на березі р. Псел біля с. Межирич

2. Betula gynoterminalis Y.C.Hsu & C.J.Wang
Betula subg. Acuminata
3. Betula cylindrostachya Lindl. ex Wall., Syn.: Betula fujianensis J.Zeng, Jian H.Li & Z.D.Chen
4. Betula luminifera H.J.P.Winkl.
Betula subg. Betula
5. Betula ashburneri McAll. & Rushforth
6. Betula cordifolia Regel
7. Betula pendula Roth, Syn.: Betula verrucosa Ehrh., Betula tristis Wormsk. ex Link, Betula aetnensis Raf. ex J.Presl & C.Presl, Betula austrosichotensis V.N.Vassil. & V.I.Baranov, Betula ferganensis V.N.Vassil., Betula kotulae Zaver., Betula neoalaskana Sarg., Betula resinifera Britton, Betula platyphylla Sukaczev, Betula japonica Sieb. ex H.J.P.Winkl., nom. nud., Betula mandshurica (Regel) Nakai, Betula szechuanica (C.K.Schneid.) C.-A.Jansson, Betula rockii (Rehder) C.-A.Jansson
8. Betula occidentalis Hook., Syn.: Betula fontinalis Sarg.
9. Betula populifolia Marshall
10. Betula celtiberica Rothm. & Vasc.
11. Betula pubescens Ehrh., Syn.: Betula alba L., Betula czerepanovii N.I.Orlova, Betula tortuosa Ledeb., Betula litwinowii Doluch.
12. Betula papyrifera Marshall, Syn.: Betula excelsa Aiton, Betula lyalliana Koehne, nom. nud., Betula kenaica W.H.Evans
Betula subg. Betulaster
13. Betula alnoides Buch.-Ham. ex D.Don
14. Betula hainanensis J.Zeng, B.Q.Ren, J.Y.Zhu & Z.D.Chen
15. Betula maximowicziana Regel
Betula subg. Betulenta
16. Betula alleghaniensis Britton, Syn.: Betula lutea auct.
17. Betula corylifolia Regel & Maxim.
18. Betula globispica Shirai
19. Betula grossa Sieb. & Zucc., Syn.: Betula ulmifolia Sieb. & Zucc.
20. Betula kweichowensis Hu; Syn.: Betula insignis Franch.
21. Betula lenta L., у т. ч. Betula uber (Ashe) Fernald
22. Betula medwediewii Regel
23. Betula megrelica Sosn.
Betula subg. Chamaebetula
24. Betula fruticosa Pall., Syn.: Betula fusca Pall. ex Georgi., Betula divaricata Ledeb., Betula middendorffii Trautv. & C.A.Mey., Betula ovalifolia Rupr., Betula extremiorientalis Kuzen. & V.N.Vassil., Betula paishanensis Nakai, Betula tatewakiana M.Ohki & S.Watan.
25. Betula glandulosa Michx.
26. Betula gmelinii Bunge, Syn.: Betula apoiensis Nakai ex H.Hara
27. Betula humilis Schrank; Syn.: Betula fruticans Pall., orth. var.
28. Betula michauxii Spach
29. Betula microphylla Bunge, Syn.: Betula halophila Ching
30. Betula nana L., Syn.: Betula exilis Sukaczev
31. Betula pumila L., Syn.: Betula hallii Howell
Betula subg. Neurobetula
32. Betula calcicola (W.W.Sm.) P.C.Li
33. Betula chichibuensis H.Hara
34. Betula chinensis Maxim., Syn.: Betula ceratoptera G.H.Liu & Y.C.Ma, Betula jiaodongensis S.B.Liang
35. Betula costata Trautv.
36. Betula dahurica Pall.
37. Betula delavayi Franch., Syn.: Betula forrestii (W.W.Sm.) Hand.-Mazz.
38. Betula ermanii Cham., Syn.: Betula ganjuensis Koidz., Betula paraermanii V.N.Vassil., Betula shikokiana Nakai, Betula lanata (Regel) Vassilcz.
39. Betula fargesii Franch.
40. †Betula leopoldae Wolfe & Wehr
41. Betula nigra L.
42. Betula potaninii Batalin, Syn.: Betula jiulungensis P.C.Li ex Q.Lin
43. Betula raddeana Trautv.
44. Betula schmidtii Regel
45. Betula utilis D.Don, Syn.: Betula jacquemontii Spach, у т. ч. Betula albosinensis Burkill, Betula chitralica Browicz, Betula kunarensis Browicz, Betula pyrolifolia V.N.Vassil.
без підродів
46. Betula baschkirica Tzvelev
47. Betula coriaceifolia V.N.Vassil.
48. Betula falcata V.N.Vassil.
49. Betula honanensis S.Y.Wang & C.L.Chang
50. Betula karagandensis V.N.Vassil.
51. Betula klokovii Zaver.
52. Betula potamophila V.N.Vassil.
53. Betula psammophila V.N.Vassil.
54. Betula saksarensis Polozhij & A.T.Malzeva
55. Betula saviczii V.N.Vassil.
56. Betula sunanensis Y.J.Zhang
57. Betula tianschanica Rupr., Syn.: Betula dolicholepis Ovcz., Czukav. & Shibkova, Betula jarmolenkoana Golosk., Betula kirghisorum Sav.-Rycz., Betula korshinskyi Litv., Betula margusarica V.N.Vassil., Betula ovczinnikovii V.N.Vassil., Betula pamirica Litv., Betula procurva Litv., Betula regeliana V.N.Vassil., Betula saposhnikovii Sukaczev, Betula seravschanica V.N.Vassil., Betula tadzhikistanica V.N.Vassil., Betula turkestanica Litv., Betula tuturinii V.N.Vassil.
58. Betula wuyiensis J.B.Xiao
59. Betula zinserlingii V.N.Vassil.

## Практичне використання
Лікарська, харчова, медоносна, деревинна, смолоносна, танідоносна, фарбувальна, кормова, ефіроолійна, декоративна, фітомеліоративна рослина.

### У медицині
У науковій медицині використовують бруньки — Gemmae Betulae, листки — Folium Betulae, березовий дьоготь — Ріх Betulae i активоване вугілля — Cabro activatus.
Березові бруньки й листки використовують як сечогінний і жовчогінний засіб. Бруньки рекомендують при пролежнях, подразненнях і ерозіях шкіри, а зовні — при ревматизмі, як ранозагоювальний засіб, внутрішньо — при застуді, хворобах і спазмах шлунка, при туберкульозі, гастриті, гострих і хронічних екземах. Бруньки берези містять ефірні олії, сапонін, глюкозу, смолу, бетулоретинову кислоту, а листки — антоціани, кумарини, флаваноли, сапоніни, ефірні олії, смолу, каротин, вітамін С.
Березовий дьоготь, який одержують шляхом перегонки з березової кори — бересту, застосовують як ранозагоювальний засіб і для лікування хвороб шкіри, опіків, корости, лишаїв. З нього добувають також березову ефірну олію, яку використовують як глистогінний засіб. Таблетки активованого вугілля вживають при отруєннях, бактеріальних токсикозах і метеоризмі.
У народній медицині бруньки і листки використовують як сечогінний, жовчогінний, відхаркувальний засіб, при болючих менструаціях, запаленні нирок і сечового міхура, шлункових хворобах, хворобах серця, як кровоочисний засіб.
Зовнішньо листки застосовують для ванн при радикуліті, свіжими листками обкладають болючі місця при ревматизмі, настоєм бруньок або листків заливають рани, при цинзі натирають бруньками ясна, прикладають листки до пухлин і ударених місць; настоєм листків змазують уражені місця при хворобах шкіри, миють голову при випаданні волосся. Берест прикладають до фурункулів. Берест (кору берези) використовують для накладання пов'язок при переломах кісток.
У ветеринарії березовим дьогтем лікують різні паразитарні хвороби шкіри, гнійні рани, опіки.

### У харчуванні

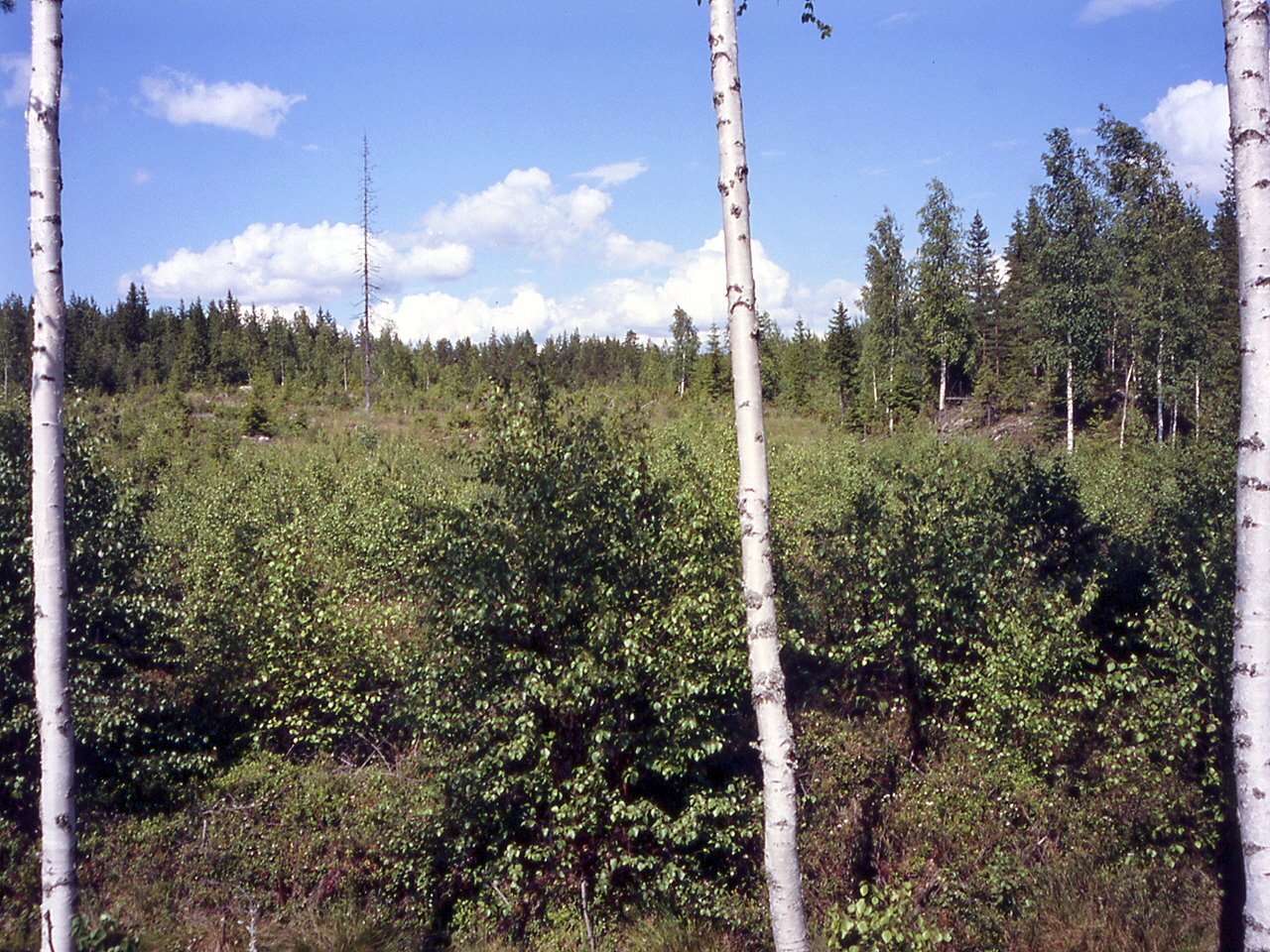
Березовий ліс

Рано навесні шляхом підсочки з берези одержують солодкий сік, який містить цукри, окис кальцію, вітаміни, яблучну кислоту, дубильні речовини. З нього готують чудовий прохолодний напій, який вважається корисним при золотусі, цинзі, каменях у нирках і сечовому міхурі, подагрі, хворобах суглобів, екземах, лишаях, фурункулах. Сік є також стимулюючим, сечогінним і глистогінним засобом.
У Сибіру, на Уралі і Далекому Сході їдять молоді клейкі листочки берези — їх додають в салати.
Усі види беріз — високопродуктивні весняні пилконоси. За хімічним складом пилок берези найцінніший для корму бджіл, бо містить високий відсоток жиру. На березі бджоли збирають у червні падь. З молодих листочків бджоли збирають клей. Березовий сік застосовують для підгодівлі бджіл навесні.

### У промисловості
Берестовий дьоготь може служити замінником паливних і мастильних матеріалів. Дрова з берези високоякісні, горять без тріску й диму. Листки берези придатні для приготування фарбувального екстракту, яким фарбують шерстяні й бавовняні тканини в жовтий, коричнево-чорний, жовто-зелений і золотистий кольори.
Листки багаті на каротин і вітамін С (до 180 мг %) і разом з тонкими гілками є кормом для тварин.
Ефірна олія, яку добувають з бруньок берези, застосовується в парфумерії. Як декоративна рослина береза бородавчаста застосовується в зеленому будівництві, для створення насаджень у парках, на вулицях, для алей і березових гаїв. Має декоративні форми.
У лісостепових і степових районах береза є однією з важливих порід при створенні лісомеліоративних насаджень, разом з сосною її використовують для залісення піщаних ґрунтів.

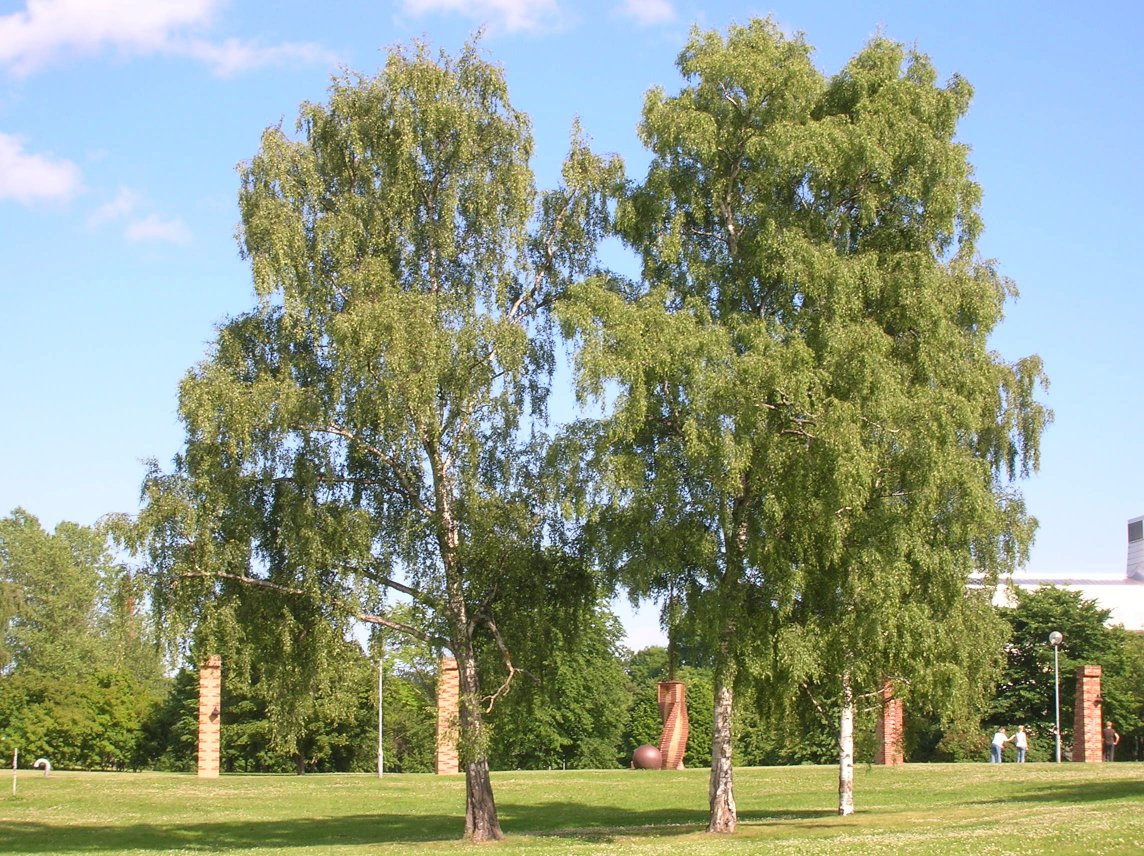
Береза

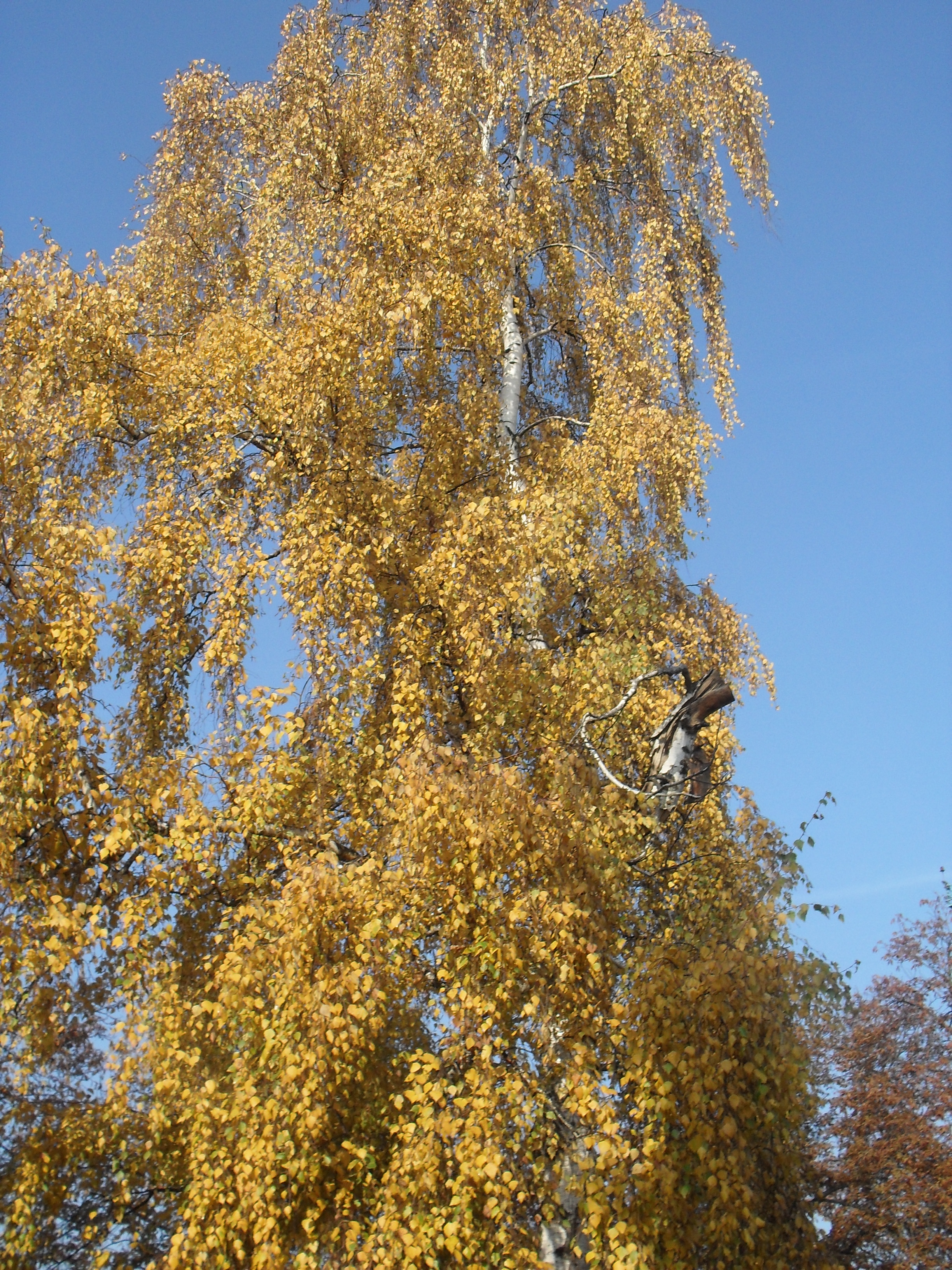
Береза восени

## Збирання, переробка та зберігання
Березові бруньки збирають взимку і рано навесні (січень — березень). Для цього на вирубках головного користування чи при рубках догляду зрізують гілки, зв'язують їх у пучки і сушать у добре провітрюваних приміщеннях протягом трьох-чотирьох тижнів. Не рекомендується сушити в сушарках, бо при цьому втрачаються смоли й ефірні олії. Після сушіння гілки обмолочують, на решетах відділяють бруньки від домішок. Сировину пакують у мішки вагою по 25 і 50 кг. Зберігають у сухому, добре провітрюваному приміщенні протягом двох років.
Листки збирають у травні, сушать у затінку і пакують у ящики, вистелені папером. Зберігають у сухих, добре провітрюваних приміщеннях. Для промислової заготівлі придатні всі види берези. Потребує бережливого використання і охорони.

## Береза в культурі та етнографії
Береза вважається одним із символів Росії і Фінляндії.
Її ім'я носить місяць в українській (березень) та чеських мовах (чеськ. Březen).
Посадити березу поряд з будинком – значить забезпечити собі мир та гармонію у відносинах із близькими. Береза також допомагає позбутися негативної енергії та притягує гроші та успіх.

### Береза в українській культурі
| Ой хвалилася да березонька (веснянка) Ой хвалилася да березонька: —Що на мені кора да біленька, Що на мені листя да широкеє, Що на мені гілля да високеє. Ой одозветься зелений дубочок: —Ой не хвалися, да березонько: Не ти свою кору да білила, Не ти сеє листя да широчила, Не ти сеє гілля да височила. Вибілило кору да яснеє сонце, Широчив листя да буйний вітер, Височив гілля да дрібен дощик. |

| Ой, у полі береза стояла (українська народна пісня) Ой у полі береза стояла, На березі зозуля кувала. Питається зозуля березу Чом береза біла, не зелена. Як же ж мені зеленою бути, Піді мною стояли рекрути. Піді мною стояли татари, Шабельками гілля обтинали. З-під пагіння З-під коріння воду добували. Вороного коня напували, За ляшками кулі сі пускали. Бо ті ляшки зрадливії люди, Ізрадили коня вороного. І ще зрадять хлопця молодого. |

### Українські прислів'я, приказки, загадки і жарти про березу
| — Вуйку Стефане, вуйку Стефане! Що то ви робите?! Навіщо ви берізку рубаєте? Така струнка, молоденька, так око зеленими листочками милувала, а ви її геть! — Ой, сусіде, й не кажіть, в самого серце кров’ю обливається, але мушу те зробити – прийдуть москалі, побачать берізку і скажуть: “Вот ісконно русскій пєйзаж!”… |